# Prix Albert-Viel
Prix Albert-Viel är ett travlopp för 3-åriga varmblod (ej valacker) som har sprungit in minst 10 000 euro. Loppet körs på Vincennesbanan utanför Paris i Frankrike varje år i juni. Loppet har körts sedan 1976, men körs sedan 1996 över 2 700 meter med fransk voltstart. Förstapris i loppet är 90 000 euro. Det är ett Grupp 1-lopp, det vill säga ett lopp av högsta internationella klass.

## Vinnare
| År   | Häst               | Tid    | Efter              | Kusk                          | Tränare                  |
| ---- | ------------------ | ------ | ------------------ | ----------------------------- | ------------------------ |
| 2025 | Mille Etoiles      | 1.12,8 | Prodigious         | Jean-Michel Bazire            | Jean-Michel Bazire       |
| 2024 | Lombok Jiel        | 1.12,0 | Ènino du Pommereux | Pierre Yves-Verva             | Jean-Luc Dersoir         |
| 2023 | Koctel du Dain     | 1.12,1 | Boccador de Simm   | David Thomain                 | Philippe Allaire         |
| 2022 | Just A Gigolo      | 1.13,2 | Boccador de Simm   | David Thomain                 | Philippe Allaire         |
| 2021 | Italiano Vero      | 1.13,9 | Ready Cash         | David Thomain                 | Philippe Allaire         |
| 2020 | Helgafell          | 1.13,7 | Charly Du Noyer    | Éric Raffin                   | Philippe Allaire         |
| 2019 | Guillermo Sport    | 1.13,9 | Orlando Sport      | Patrick Joel Pascual Lavanchy | Miquel Mestre Suner      |
| 2018 | Fighter Smart      | 1.14,1 | Uniclove           | Mathieu Mottier               | Cyrille Buhigne          |
| 2017 | Eros du Chêne      | 1'14"4 | Un Amour d'Haufor  | Matthieu Abrivard             | Julien Le Mer            |
| 2016 | Django Riff        | 1'13"8 | Ready Cash         | Yoann Lebourgeois             | Philippe Allaire         |
| 2015 | Cobra Bleu         | 1'13"6 | Fortuna Fant       | Pierre Vercruysse             | Pierre Vercruysse        |
| 2014 | Boccador de Simm   | 1'14"4 | Rieussec           | Pierre Vercruysse             | Philippe Allaire         |
| 2013 | Axelle Dark        | 1'13"9 | Ready Cash         | Joseph Verbeeck               | Philippe Allaire         |
| 2012 | Vanika du Ruel     | 1'14"4 | Jardy              | Franck Anne                   | Franck Anne              |
| 2011 | Une Lady en Or     | 1'14"6 | Kaisy Dream        | Pierre Levesque               | Pierre Levesque          |
| 2010 | Timoko             | 1'14"7 | Imoko              | Richard Westerink             | Richard Westerink        |
| 2009 | Sévérino           | 1'14"  | Gobernador         | Christian Bigeon              | Christian Bigeon         |
| 2008 | Ready Cash         | 1'13"6 | Indy de Vive       | Bernard Piton                 | Philippe Allaire         |
| 2007 | Qualmio de Vandel  | 1'14"9 | Gobernador         | Franck Nivard                 | Thierry Duvaldestin      |
| 2006 | Pearl Queen        | 1'12"6 | Carpe Diem         | Thierry Duvaldestin           | Thierry Duvaldestin      |
| 2005 | Oardo              | 1'15"5 | Biesolo            | Laurent-Claude Abrivard       | Laurent-Claude Abrivard  |
| 2004 | Ni Ho Ped d'Ombrée | 1'15"2 | Bassano            | Michel Lenoir                 | Jean-Raoul Deshayes      |
| 2003 | Mahana             | 1'15"2 | Défi d'Aunou       | Jean-Pierre Dubois            | Jean-Pierre Dubois       |
| 2002 | Lucky d'Hilly      | 1'16"1 | Coktail Jet        | Jean-Étienne Dubois           | Jean-Étienne Dubois      |
| 2001 | Kiss Melody        | 1'14"8 | Extreme Dream      | Dominik Locqueneux            | Pierre-Désiré Allaire    |
| 2000 | Juliano Star       | 1'21"  | Buvetier d'Aunou   | Jean-Pierre Dubois            | Jean-Pierre Dubois       |
| 1999 | Island Dream       | 1'16"5 | Coktail Jet        | Jean-Pierre Dubois            | Jean-Pierre Dubois       |
| 1998 | Himo Josselyn      | 1'16"1 | Cézio Josselyn     | Jean-Michel Bazire            | L. Goncalves Fernandes   |
| 1997 | Général du Pommeau | 1'16"1 | Sébrazac           | Jules Lepennetier             | Jules Lepennetier        |
| 1996 | Forcing de Kacy    | 1'17"7 | Steed James        | Alain Laurent                 | Alain Laurent            |
| 1995 | Esotico Star       | 1'16"9 | Tarass Boulba      | Jean-Pierre Dubois            | Jean-Pierre Dubois       |
| 1994 | Derby du Gîte      | 1'16"3 | Riton du Gîte      | Sylvain Lelièvre              | Sylvain Lelièvre         |
| 1993 | Capitole           | 1'18"8 | Passionnant        | Bernard Oger                  | Léopold Verroken         |
| 1992 | Bahama             | 1'18"4 | Quito de Talonay   | Jean-Pierre Dubois            | Jean-Pierre Dubois       |
| 1991 | Alligator          | 1'17"5 | Le Ham             | Yves Dreux                    | Gilbert Lemière          |
| 1990 | Vizir Pont Vautier | 1'17"4 | Manay Port         | Jean-Philippe Dubois          | Jean-Philippe Dubois     |
| 1989 | Ulf d'Ombrée       | 1'18"2 | Kimberland         | Jean-Claude Hallais           | Jacky Béthouart          |
| 1988 | Tadzio de la Motte | 1'18"4 | Jet de Prapin      | Joël Van Eeckhaute            | Joël Van Eeckhaute       |
| 1987 | Satan des Acres    | 1'17"8 | Hillion Brillouard | Guy Verva                     | Fernand-Fl. Dubois       |
| 1986 | Ruanito d'Arc      | 1'18"4 | Dianthus           | Ulf Nordin                    | Ulf Nordin               |
| 1985 | Quarisso           | 1'19"  | Fakir du Vivier    | Michel-Marcel Gougeon         | Jean-Lou Peupion         |
| 1984 | Pontcaral          | 1'18"5 | Chambon P          | Ali Hawas                     | Ali Hawas                |
| 1983 | O Sole Mio         | 1'18"8 | Guerrero           | Léopold Verroken              | Léopold Verroken         |
| 1982 | Nursingo           | 1'20"5 | Ursin L            | Jean-Claude Hallais           | Jean-Claude Hallais      |
| 1981 | Malice bleue       | 1'19"2 | Beau Ludois L      | Jean-René Gougeon             | Jean-René Gougeon        |
| 1980 | L'As d'Atout       | 1'20"  | Seddouk            | Gérard Mascle                 | Gérard Mascle            |
| 1979 | Kapulco            | 1'18"9 | Ruy Blas IV        | Jean Lesne                    | Jean Lesne               |
| 1978 | Jean               | 1'19"5 | Vimont             | François-Georges Louiche      | François-Georges Louiche |
| 1977 | Idéal du Gazeau    | 1'21"6 | Alexis III         | Eugène Lefèvre                | Eugène Lefèvre           |
| 1976 | Hippy Kermorvan    | 1'20"7 | Tabriz             | Léopold Verroken              | Léopold Verroken         |